# Vardan Areveltsi
Vardan Areveltsi (in armeno Վարդաճ Մե?; Gäncä, 1198 – Lusarat, 1271) è stato uno storico e teologo armeno.

## Biografia

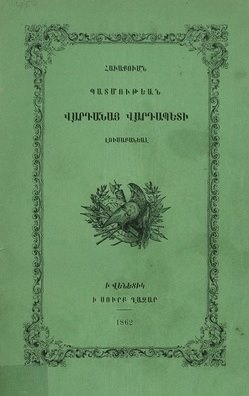
Storia universale, edizione del 1862

Vardan Areveltsi studiò nel monastero di Nor-Getik con il maestro Mkhitar Gosh, poi proseguì gli studi in grammatica e teologia nel monastero di Khoranashat, nella provincia di Tavowš, sotto la guida del vardapet Hovhannes Vanakan, maestro di un'intera generazione di figure culturali dell'Armenia del XIII secolo. Nel 1235 venne ordinato vardapet e in seguito rabunapet (maestro supremo).
Vardan Areveltsi conosceva il greco, l'ebraico, il siriaco, il latino e il persiano. Fondò una scuola nel monastero di Sant'Andrea a Kayan Berd e vi insegnò nel 1235-1239 e nel 1252-1255. Di ritorno da un pellegrinaggio a Gerusalemme fece tappa a Sis, antica capitale del Regno armeno di Cilicia dove incontrò il re Aitone I e dove partecipò al secondo sinodo della città nel 1243. Gli venne affidato il compito di recarsi in Armenia orientale per far firmare le decisioni conciliari dai principi e dal clero armeno. Al suo ritorno in Cilicia fu decisivo nell'adozione della risoluzione del terzo sinodo di Sis (1251-52), convocato dopo la ricezione di una lettera di Papa Innocenzo IV che chiedeva una risposta sulla posizione armena riguardo al Filioque. Vardan definì corretta l'interpretazione dell'emanazione dello Spirito Santo "anche dal Figlio".
Nel 1255 istituì una scuola nel monastero di Khor Virap, dove insegnò sino alla morte filosofia antica, logica, retorica e grammatica a diversi allievi poi divenuti illustri personaggi.
La Storia universale è la sua opera più importante ed è composta da un prologo e 100 capitoli incentrati sugli eventi dalla Torre di Babele alla morte del catholicos Costantino I avvenuta nel 1267. A partire dal IX secolo la cronaca si basa su documenti a cui ebbe accesso. Molto importante è la parte dedicata al XIII secolo, di cui fu testimone.
Oltre alla suddetta, scrisse oltre 120 opere che comprendono commentari all'Antico Testamento, encomi, omelie, inni sacri, sharakan (canto armeno), favole, discorsi e lettere su teologia, rituali ecclesiastici e musica, nonché trattati di grammatica e sintassi. Gli viene attribuito anche un trattato geografico, mentre un'altra importante opera è la raccolta "Riflessioni sulla Sacra Scrittura" commissionatagli dal re Aitone I, una sorta di enciclopedia scritta in un linguaggio accessibile e in armeno medio, divenuta una delle opere più diffuse in Armenia.

## Opere
- Ashkharats'uyts (Geografia)
- Lutsmunk' i Surb Groc'  (noto anche come Zhghlank)
- Havak'umn Patmucyan (Storia universale)
- Vark' Zardaretsin (Coloro che hanno abbellito)